# Simulium trifasciatum
Simulium trifasciatum är en tvåvingeart som beskrevs av Curtis 1839. Simulium trifasciatum ingår i släktet Simulium och familjen knott. Inga underarter finns listade i Catalogue of Life.